# جوخه هیولاها
جوخه هیولاها (به انگلیسی: The Monster Squad) یک فیلم کمدی ترسناک آمریکایی محصول سال ۱۹۸۷ به کارگردانی فرد دکر و نویسندگی دکر و شین بلک است. پیتر هایمز و راب کوهن به عنوان تهیه‌کنندگان اجرایی فعالیت کردند. این فیلم توسط کمپانی ترایستار پیکچرز در ۱۴ اوت ۱۹۸۷ منتشر شد. این فیلم حاوی تقلیدنمایی از هیولاهای جهانی به رهبری کنت دراکولا است. آنها با گروهی از بچه‌های باهوش روبرو می‌شوند تا آنها را از کنترل جهان بازدارند. این فیلم در حالی که در طول نمایش خود از نظر مالی ناموفق بود و نقدهای متفاوتی از منتقدان دریافت کرد، با استقبال مثبت تماشاگران مواجه شد و در سال‌های پس از اکران به یک فیلم کلاسیک کالت تبدیل شد.

## تولید
فیلمبرداری در ۱۳ اکتبر ۱۹۸۶ آغاز شد. و پنجاه روز طول کشید.

## گیشه
این فیلم در ۱۴ اوت ۱۹۸۷ در ایالات متحده اکران شد و در هفته اول ۲٫۹ میلیون دلار درآمد داشت که فقط برای رتبه دوازدهم خوب بود. در آخر هفته دوم، این فیلم به‌طور متوسط ۶۹۶ دلار در هر سالن سینما داشت و با آمار داخلی ضعیف ۳٫۷۶۹٫۹۹۰ دلار از سینماها کنار گذاشته شد.